# マイク・コンリー
マイケル・"マイク"・アレックス・コンリー・シニア (Michael "Mike" Alex Conley, Sr. 、1962年10月5日 - )は、アメリカ合衆国の男子元陸上競技選手である。三段跳と走幅跳の両種目で活躍した選手であり、1992年バルセロナオリンピック男子三段跳の金メダリストである。プロバスケットボール選手マイク・コンリーの父親であり、NFL選手スティーブ・コンリーの兄である。

## 主な実績
| 年   | 大会               | 場所                                 | 種目   | 結果 | 記録   |
| ---- | ------------------ | ------------------------------------ | ------ | ---- | ------ |
| 1983 | 世界陸上選手権     | ヘルシンキ（フィンランド）           | 走幅跳 | 銀   | 8.12m  |
| 1983 | 世界陸上選手権     | ヘルシンキ（フィンランド）           | 三段跳 | 4位  | 17.13m |
| 1984 | オリンピック       | ロサンゼルス（アメリカ合衆国）       | 三段跳 | 銀   | 17.18m |
| 1987 | 世界室内陸上選手権 | インディアナポリス（アメリカ合衆国） | 三段跳 | 金   | 17.54m |
| 1987 | 世界陸上選手権     | ローマ（イタリア）                   | 三段跳 | 銀   | 17.67m |
| 1989 | 世界室内陸上選手権 | ブダペスト（ハンガリー）             | 走幅跳 | 銅   | 8.11m  |
| 1989 | 世界室内陸上選手権 | ブダペスト（ハンガリー）             | 三段跳 | 金   | 17.65m |
| 1991 | 世界陸上選手権     | 東京（日本）                         | 三段跳 | 銅   | 17.62m |
| 1992 | オリンピック       | バルセロナ（スペイン）               | 三段跳 | 金   | 18.17m |
| 1993 | 世界陸上選手権     | シュトゥットガルト（ドイツ）         | 三段跳 | 金   | 17.86m |

## 自己ベスト
- 走幅跳 - 8m46(1996年)
- 三段跳 - 17m87(1987年)